# The Onion (travhäst)
| Årets häst     |                   |                  |
| 1983           | 1984              | 1985             |
| Legolas        | The Onion         | Meadow Road      |
| Thomas Nilsson | Stig H. Johansson | Torbjörn Jansson |

The Onion, född 17 juni 1979, död 1994, var en svenskfödd travhäst som vann Sprintermästaren 1983 på Halmstad travbana på dåvarande världsrekordtiden 1.12,0ak. Han vann även Elitloppet 1984 och gav Stig H. Johansson sin första Elitloppsseger.
Som unghäst tränades The Onion av Jan "Purjo" Andersson. Hästen var namngiven "Löken" efter sin tränare. Tävlingskarriären avslutades 1985.
Efter avslutad tävlingskarriär gick hingsten till avel men fick endast 36 avkommor. Den bästa är stoet Gossip som sprang in 1 739 508 kronor.
Loppet The Onions Lopp körs till hans minne sedan 2004, och ersatte då Justus Lopp som kördes mellan 1968 och 2003.

## Statistik
- Starter/Placeringar: 69/35-10-4
- Rekord: 1,17,7K, 1,17,7M, 1,11,9aK, 1,14,8aM, 1,19,7aL
- Prissumma: 4 081 750 kr
- Härstamning: Quick Pay (US) - Tina Tribut e: Top Quality (US)
- Född: 17 juni 1979
- Segrar: Skandinavisk Grand Prix(nuvarande Ulf Thoresens Minneslopp) 1982, Sprintermästaren 1983, Elitloppet 1984, Gran Premio Lotteria 1984, Årjängs Stora Sprinterlopp 1984, Hugo Åbergs Memorial 1984, Jubileumspokalen 1984, Åby Stora Pris 1984
- Uppfödare: Sven Jacobsson & Tage Mellqvist
- Ägare: Kenneth Dolk, Stockholm
- Tränare: Stig H Johansson
- Kusk: Stig H Johansson